# Mieczysław Pobisz
Mieczysław Pobisz (ur. 1890, zm. 1974) – polski malarz.
Malował pejzaże i fragmenty architektury miejskiej. Posługiwał się głównie techniką olejną, często przedstawiając w swych pracach motywy Lwowa, Borysławia, Brzeżan i Stryja. Należał do Lwowskiego Zawodowego Związku Artystów Plastyków. Prace wystawiał w TPSP we Lwowie, następnie w Stanisławowie. Obrazy artysty znajdują się m.in. w
Zbiorach sztuki na Wawelu.

## Wybrane prace
- Wesele krakowskie
- Żołnierz napoleoński w odwrocie spod Moskwy
- Urząd Miasta w Gdyni
- Dziewczyna w chuście
- W okopach pod Rafajłową